# Blaesoxipha indicata
Blaesoxipha indicata är en tvåvingeart som beskrevs av Guilherme A.M.Lopes 1990. Blaesoxipha indicata ingår i släktet Blaesoxipha och familjen köttflugor. Inga underarter finns listade i Catalogue of Life.